# الابنة الطبيعية

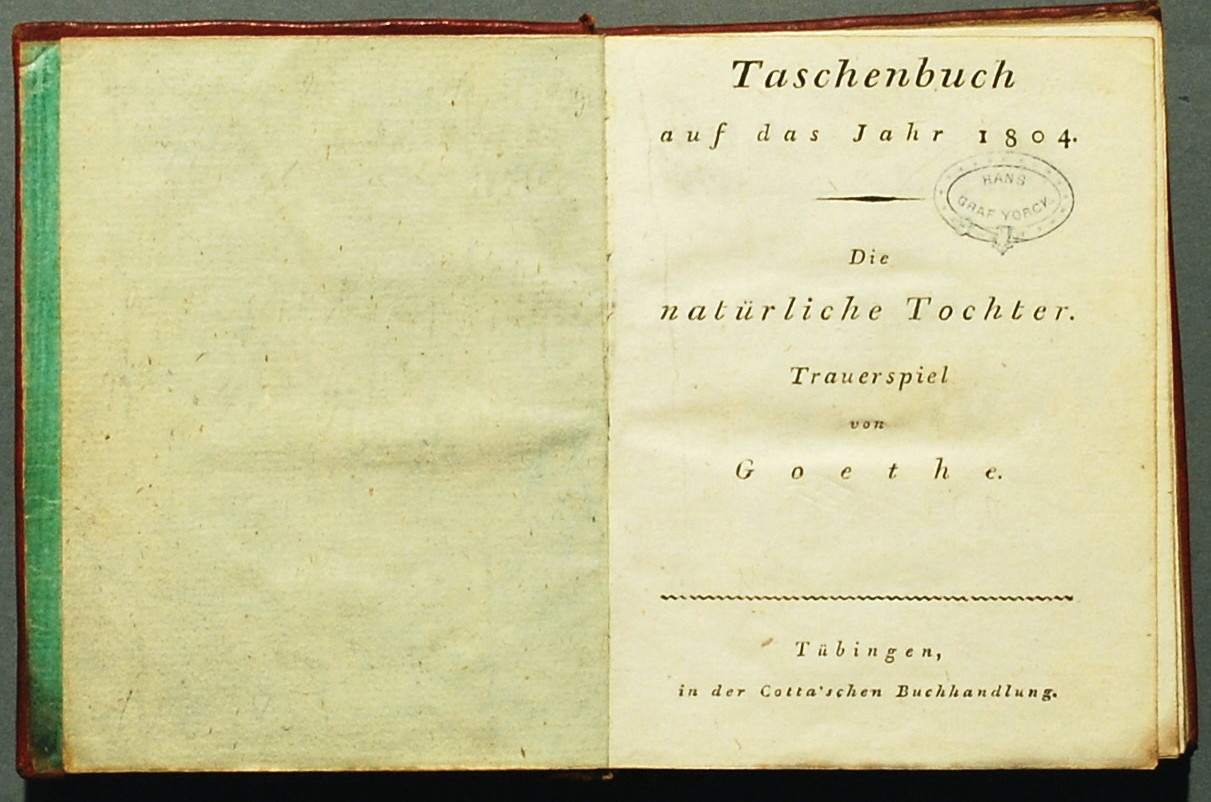
غلاف الطبعة الأولى

الابنة الطبيعية (بالألمانية: Die natürliche Tochter) تراجيديا من خمسة فصول من تأليف الكاتب المسرحي الألماني يوهان فولفغانغ فون غوته، بدأ كتابتها في أكتوبر 1801 وانتهى منها في مارس 1803، وكان العرض الأولي لها في 2 أبريل 1803، ونشرت في خريف نفس العام. كتب غوته المسرحية بالاستناد إلى قصة حقيقية عن امرأة شابة حوصرت أثناء الثورة الفرنسية، والمسرحية تظهر تأثير الأحداث الخارجة عن السيطرة في الحياة العادية. الغموض الذي يملأ المسرحية يعود إلى أن غوته لم ينهيها، خطط لعمل جزء مكمل لها، ولكن لم تسر الأمور حسب خطته.

## وصلات خارجية
| - الابنة الطبيعية، على أرشيف الإنترنت. - الابنة الطبيعية، على مشروع جوتنبرج. - الابنة الطبيعية، على كتب جوجل. | - الابنة الطبيعية، على موقع أمازون. - الابنة الطبيعية[وصلة مكسورة]، على مكتبة جامعة ويسكونسن-ماديسون. - الابنة الطبيعية، على مكتبة جامعة هارفارد. |